# 15417 Babylon
15417 Babylon (1998 DH34) là một tiểu hành tinh nằm phía ngoài của vành đai chính được phát hiện ngày 27 tháng 2 năm 1998 bởi E. W. Elst ở Đài thiên văn Nam Âu.